# ジョエル・アサフ・アレン

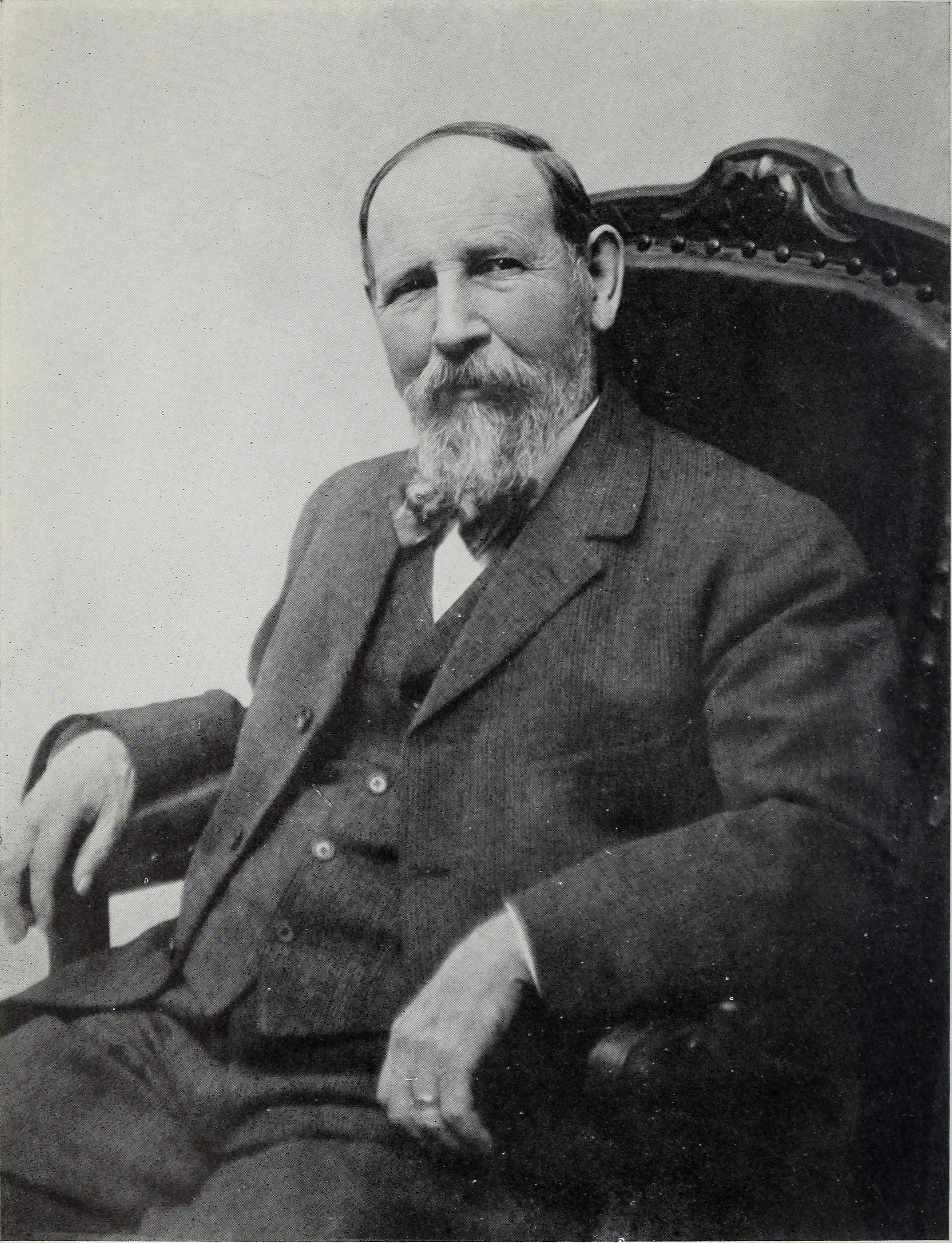
ジョエル・アサフ・アレン

ジョエル・アサフ・アレン（Joel Asaph Allen、1838年7月19日 - 1921年8月29日）は、アメリカ合衆国の動物学者である。アメリカ自然史博物館の最初の動物部門の学芸員、アメリカ鳥学会の初代会長などを務めた。「恒温動物において、同じ種の個体、あるいは近縁のものでは、寒冷な地域に生息するものほど、耳、吻、首、足、尾などの突出部が短くなる」という、アレンの法則を唱えたことで知られる。

## 略歴
マサチューセッツ州のスプリングフィールドに生まれた。少年時代から博物標本を収集したが、1861年にウィルブラハム・モンソン・アカデミー（Wilbraham & Monson Academy）に入学するためにそれらの標本を売却した。翌年ハーバード大学に入学し、地質学者のルイ・アガシーのもとで学んだ。
1865年にアガシーが率いたブラジル調査（南米における氷河期の痕跡の調査）に参加したが、期間後、病気となり、スプリングフィールドの両親の農園で静養した。
1867年までに健康が回復した後、オンタリオ湖のソドス湾や、イリノイ州、ミシガン州、インディアナ州で収集旅行を行った後、ハーバード大学 比較動物学博物館の鳥類・哺乳類部門の学芸員に任じられた。1868年から1869年には、まだ開発が進んでいなかったフロリダの調査に、鳥類学者としてチャールズ・ジョンソン・メイナードとともに参加し、帰還後、On the Mammals and Winter Birds of Eastern Florida  (1871）を発表した。
1871年にアメリカ芸術科学アカデミーのフェローに選ばれた。その後の数年間、ハーバード大学博物館、コレクションを増やすためにアメリカ中西部を旅した。その後健康を害し、野外調査を行わなくなり、1882年に鳥類学者のウィリアム・ブリュースターとコロラド州を調査したのが最後の野外調査となった。
資料の研究と著作、編集が活動の中心になると、1878年にナトール鳥類学クラブの機関誌の編集者に任じられた。1883年にブリュースターとエリオット・カウズとともにアメリカ鳥学会を設立した。病気のため最初の総会に参加できなかったが会長に選ばれ、機関紙"The Auk"の編集長を務めた。
1885年にアメリカ自然史博物館の鳥類・哺乳類部門の最初の学芸員に任じられ、後に鳥類学の部門長を務めた。1886年に後に全米オーデュボン協会となる野鳥保護の活動を始めた1人である。アメリカ科学振興協会、アメリカ哲学協会の会員も務めた。

## 著作
- On the Mammals and Winter Birds of Eastern Florida (1871)
- The American Bisons (1876)
- History of the American Bison, Bison americanus (1877)
- Monographs of North American Rodentia (with Elliott Coues 1877)
- History of North American Pinnipedia (1880)
- The Right Whale of the North Atlantic (1883)
- Mammals of Southern Patagonia (1905)
- The Influence of Physical Conditions in the Genesis of Species (1905)
- Ontogenetic and Other Variations in Musk-Oxen (1913)